# Chlorhoda superba
Chlorhoda superba là một loài bướm đêm thuộc phân họ Arctiinae, họ Erebidae.